# Ирвин, Гарриет
Гарриет Ирвин (англ. Harriet Irwin, полное имя — Гарриет Абигейл Моррисон Ирвин (англ. Harriet Abigail Morrison Irwin); 1828, округ Мекленберг, Северная Каролина, США, — 1897, Шарлотт, Северная Каролина, США) — архитектор-самоучка, первая женщина в США, получившая патент на архитектурные новшества.

## Биография
Отец Гарриет был первым президентом женского Дэвидсон Колледжа в Северной Каролине. Под его руководством Гарриет получила первоначальное домашнее образование, а затем продолжила учебу в женском колледже в Уинстон-Сейлеме. После его окончания, по примеру многих молодых людей того времени, Гарриет отправилась в путешествие по Европе.
После замужества она поселилась в городе Шарлотт, где стала заниматься домашним хозяйством. Так как она не любила процесс уборки дома и трудоемкую очистку накапливающегося в углах мусора, Гарриет, чтобы устранить эту проблему, решила изменить планировку комнат и предложила новый дизайн дома.
Хотя у Ирвин не было формального архитектурного образования, она самостоятельно разработала и построила гексагональный дом, не имеющий острых углов (по принципу пчелиных сот).
24 августа 1869 года Ирвин стала первой женщиной США, получившей патент на архитектурные инновации. Позже она спроектировала и построила, по крайней мере, ещё два аналогичных дома.
В 1871 году Гарриет написала и опубликовала роман. Также опубликовала в периодической печати ряд статей на различные темы.
Была матерью девяти детей.
Умерла в 1897 году и была похоронена на местном кладбище в могиле гексагональной формы.